# Francis Yard
Athanase François Yard, dit Francis Yard, né le 13 septembre 1876 à Boissay et mort le 28 février 1947 à Rouen, est un homme de lettres et graveur français.

## Biographie
Fils de laboureur, Yard a été pâtre, dans son enfance, et a vécu vingt ans sous le chaume, en plein terroir normand. Un vieux prêtre a été son premier précepteur.
Introduit par Ferdinand Berthelot auprès de peintres de l’École de Rouen, il fait la connaissance de Maurice Louvrier avec lequel il produisit des pièces de théâtre à Rouen. Monté à Paris à 21 ans, Yard y acquiert la célébrité en 1900 avec son premier recueil de poèmes, « Les Goélands », dont quelques uns révèlent l’influence de Verlaine et de Verhaeren, intitulé Dehors, préfacé par Maurice Louvrier.
Surnommé « le Poète des Chaumes » à Montmartre et au Quartier latin, il quitte néanmoins, au bout de deux ans, la capitale, où il a gardé des amitiés illustres : Rosny, Régnier, Richepin, René Fauchois, Maurice Raynal et Émile Verhaeren, pour retourner en Normandie où, parallèlement à une carrière d’instituteur à Harfleur, au Petit-Quevilly et à Rouen, il publie nombre de poésies et d’almanachs célébrant ses racines champêtres normandes. 
Vers 1908, il obtient un prix de poésie à Paris pour À l'image de l'homme, remis par Élémir Bourges. On lui doit également une pièce de théâtre : Le Déserteur (1904), et surtout un recueil de Légendes et histoires du beau pays de Normandie, illustré de sa main, point de jonction de l’œuvre poétique et de l’œuvre documentaire de Francis Yard . En 1911, il est nommé à l'école Leroy-Petit à Rouen, où il restera jusqu’à sa retraite, en 1931.
Le poète-paysan était également graveur. Il illustra ainsi de bois gravés l’An de la terre, dont des planches furent présentées à la Société des artistes rouennais en 1922 (no 341), à Rouen.
Il est inhumé au cimetière monumental de Rouen.

## Jugements
« Du terrien, Francis Yard n’a pas seulement l’âme des champs, le goût du surnaturel, il a l’esprit artisan, la main « bricolière » ; il grave des bois, il polit de petits ivoires, il aime enfin le document, le trait cherché dans la fouine des bouquins, le détail d’histoire sculpté sur la pierre de l’église. »

— P. R. W.

« Vous, du moins, vous êtes vraiment de la campagne, et vous écrivez, si je puis dire, les pieds plantés en plein terreau. »

— Émile Verhaeren

## Hommages
La ville de Rouen a renommé la rue de la Rampe, où il demeurait, à son nom. Les municipalités de Sainte-Austreberthe, Barentin, Maromme et sa commune natale ont fait de même.

## Distinctions
- Officier d'académie (13 juillet 1929).
- Chevalier de la Légion d'honneur (décret du 29 décembre 1932)[7]. Il est fait chevalier par Philéas Lebesgue le 9 février 1933.

## Publications
- Dehors, recueil de poèmes, 1900.
- Le Déserteur, pièce de théâtre en un acte, 1904.
- L’An de la terre, Paris, s.n., 1906.
- Le Fantôme, en un acte, 1907.
- À l’image de l'homme, 1910.
- Delphin, en trois actes, 1920.
- La Chanson des cloches, poème, avec dix compositions de Jacques Wolf, Rouen, Henri Defontaine, 1921.
- La Messe du Saint Esprit, en quatre tableaux, 1922.
- Les Goélands : poèmes, Rouen, Henri Defontaine, 1923.
- La Maison des bois, 1925.
- La Pipe, 1927.
- Le Roi Octobre, 1930.
- Naïvetés sur Jeanne d'Arc, 1931.
- Le Robec, 1933.
- Légendes et histoires du beau pays de Normandie (ill. de l’auteur), Rouen, Henri Defontaine, 1938, 220 p., 21 cm (lire en ligne sur Gallica).
- Mon village, récits et souvenirs, 1945, 184 p., 1 vol. in-8º (OCLC 1020292212).
- Le Parler normand entre Caux, Bray et Vexin, Fontaine-le-Bourg, Association Le Pucheux, 1998, 437 p., 21 cm ; Bibliogr. p. 433-5 (ISBN 978-2-86743-326-9, OCLC 467865546, lire en ligne).
- Le Cidre : Étude historique, documentaire et pratique (Fac-sim. du manuscrit de Rouen de 1942), Rouen, Point de vues, coll. « Alinéa Étienne et Michèle Bertran », 2009, 96 p., broché Notice biographique de Francis Yard 3 p. Bibliogr. p. 79-80 (ISBN 978-2-915548-39-6, OCLC 470632518).